# 第二代信徒
在日本，第二代信徒（羅馬化：shūkyō nisei或日语：，羅馬化：nisei shinja）是專指由有狂熱宗教信仰的父母撫養下成長的兒童，他們可能因為特定宗教和家長的影響下被迫參與相同的宗教活動，並因為家長過度的宗教狂熱而面臨疏忽照顧、兒童虐待、心理、學業、金錢及自立等難題。儘管第二代信徒在日本是一個長久的社會問題，但日本政府被指責一直忽視第二代信徒的求助，直至2022年7月8日日本前首相安倍晉三於街頭拉票活動中遇刺身亡，而被捕疑兇的背景為典型的第二代信徒才讓日本主流媒體和政府開始關注相關問題。
誘發刺殺案和第二代信徒問題討論的統一教將由該教在大型配婚典禮中撮合的夫婦所生的孩子稱呼為「受祝福的第二代」（羅馬化：shukufuku nisei）。

## 概要
第二代信徒其中一個最主要的苦況來自於其父母對宗教團體捐獻過度而讓家庭經濟陷入困境，而父母又會因為頻繁參與宗教活動而疏忽照顧兒女。父母所參加的宗教團體通常會激烈地向信徒灌輸教義，進而再要求信徒將其教義強加於子女身上，例如絕食苦行、禁止自由戀愛、禁止接觸多媒體資訊或切斷與其他非教徒的社交活動等。父母將家庭的資產傾注於宗教活動導致家庭的經濟出現問題，孩子的成長就會受到影響例如升學時無法支付高等教育的學費或生病時無法支付醫療開支等，甚至可能引致家庭暴力。
有些第二代信徒會萌生脫離教會的意欲，但因為懼怕脫教後失去父母的愛而選擇默默忍受，而脫離父母的宗教信仰影響通常會意味孩子將要與父母斷絕親子關係，但日本在求職或更改地址時都會被要求由父母作為保證人，因此缺乏父母作為保證人在日本社會上就會面臨諸多障礙。第二代信徒如果向地方官員就上述問題求助時，當告知理由是父母的信仰所導致的，官員都會以不願意侵犯日本憲法賦予的信仰自由為由拒絕協助求助人，並提議事主與父母溝通自行解決，導致第二代信徒同時面臨政府行政上的忽視。

### 安倍晉三遇刺身亡及對第二代信徒的影響
2022年7月8日，前日本首相安倍晉三在奈良市為參選黨員拉票時遭槍擊行刺身亡，當場被捕的疑犯山上徹也和他的伯父供稱疑犯及他的兄妹與其他第二代信徒都有非常類似的經歷。山上的父親在他年幼時自殺身亡，母親沉迷統一教因此疏忽照顧孩子並將大量家產捐獻給統一教，導致山上無法升讀大學，患有長期疾病的長兄無法接受治療也在病痛的折磨中自殺。山上憎恨統一教但因為無法接近統一教當時的最高領導人韓鶴子下手並認為謀殺她無法達到瓦解統一教的目的，因此將目標轉向高調支持統一教的安倍晉三。山上的經歷曝光後有更多的第二代信徒接受媒體採訪訴說他們受統一教壓榨和無助的困境，其中一名以筆名小川小百合露相的女性第二代信徒獲得媒體安排於2022年9月14日在新聞特備節目中與法務大臣葉梨康弘面對面交談，她向大臣請求通過新法例以監管統一教的不良行為和保障第二代信徒的權益，她又於2022年10月6日與丈夫舉行記者會回答媒體的提問，但在記者會進行途中收到父母經由統一教發來的傳真，直指女兒因為精神疾病而有撒謊的習慣並要求立即終止記者會，她在記者會完結前落淚請求解散統一教。全國迷信營銷對策律師聯絡會則於2022年10月11日對岸田內閣提呈解散統一教，首相岸田文雄表示會立案調查統一教並按報告結果檢討是否剝奪統一教的宗教法人資格。

## 政府對應
2022年10月，日本首相岸田文雄指示内閣大臣對統一教展開調查以決定是否向法院申請提出撤銷統一教的宗教法人資格，調查方向之一是統一教是否未經政府授權有組織地安排教徒之間轉讓兒童（羅馬化：yōshi engumi），2022年11月面對媒體采訪時統一教否認有組織安排信徒轉讓兒童，稱這只是信徒之間私下決定。2022年12月當厚生勞動省第二次對統一教提出關於轉讓兒童的書面提問時，統一教拒絕回答一半以上的問題，並對厚生勞動省發出書面抗議。
2022年12月，厚生勞動省爲了改善地方官員應對第二代信徒的求助而起草新的指引，指引從肢體、性別、疏忽照顧及心理四大類列明什麽行爲構成兒童虐待，例如「告訴兒童不參與宗教活動就會墮入地獄」、「妨礙兒童選擇未來出路」、「因爲大量捐款而無法為兒童提供充足食物和居所」或「以宗教之名妨礙兒童與別人建立社交關係」等。指引又指示官員要注意兒童本身未必能認識到自己正在遭受家長的宗教虐待，并在判斷出家長可能會在官方提出援助兒童後變本加厲虐待兒童，因此要及時將兒童轉移至福利院暫時托管。

## 相關文學作品
- 星之子（日语：星の子），今村夏子（日语：今村夏子）原作、2017年出版的小説，後被改編為電影於2020年上映[3]。
- 在‘神明’寄宿的家中長大 ~第二代信徒的我們~（日语：「神様」のいる家で育ちました 〜宗教2世な私たち〜），菊池真理子（日语：菊池真理子）原作、2021年出版的漫畫[16]。

## 流行文化
「宗教2世」入圍2022年日本新語、流行語大賞的十大，另一個同樣入圍並相關的2022年流行語是「國葬儀」，指的是安倍晉三的國葬，最終獲得2022年流行語大賞的則是棒球手村上宗隆的綽號「村神様」。